# Ignazio Balsamo
Ignazio Balsamo (né le 25 octobre 1912 à Catane et mort le 7 août 1994  dans la même ville) est un acteur italien.

## Biographie
Ignazio Balsamo est né à Catane. Il commence sa carrière sur scène en faisant partie de plusieurs compagnies théâtrales en langue sicilienne. Il est découvert par Pietro Germi, qui lui offre un rôle dans le film Au nom de la loi, puis il déménage à Rome où il entreprend une carrière comme acteur de genre, principalement dans le rôle de criminel et méchant sicilien. Il travaille aussi comme coordinateur de production pour les sociétés Fortunia Film et Romana Film.
Ignazio Balsamo est également l'auteur de deux pièces de théâtre en sicilien, Casa Cantoniera et Tila di ragnu.

## Filmographie partielle
- 1951 : Il caimano del Piave de Giorgio Bianchi
- 1952 : Les Trois Corsaires (I tre corsari) de Mario Soldati
- 1953 : La Louve de Calabre ( La lupa) d'Alberto Lattuada
- 1953 : Un turco napoletano de Mario Mattoli
- 1955 : Rêve d'amour (Suonno d'ammore) de Sergio Corbucci
- 1956 : Femmes seules (Donne sole) de Vittorio Sala
- 1957 : Arrivano i dollari! de Mario Costa
- 1959 : La Bataille de Marathon (La battaglia di Maratona)  de Jacques Tourneur et Mario Bava
- 1959 : Nous sommes tous coupables (Il magistrato) de Luigi Zampa
- 1959 : Au nom de la loi de Pietro Germi
- 1959 : Le Chevalier du château maudit (Il cavaliere del castello maledetto ) de Mario Costa
- 1959 : La Vengeance du Sarrasin (La scimitarra del saraceno) de Piero Pierotti
- 1960 : Le Bal des espions de Michel Clément et Umberto Scarpelli
- 1960 : Les Pirates de la côte (I pirati della costa) de Domenico Paolella
- 1961 : Don Camillo Monseigneur (Don Camillo monsignore… ma non troppo) de Carmine Gallone
- 1961 : La Bataille de Corinthe (Il conquistatore di Corinto ) de Mario Costa
- 1961 :  La Vengeance d'Ursus (La vendetta di Ursus) de Luigi Capuano
- 1961 : Mary la rousse, femme pirate (Le avventure di Mary Read) d'Umberto Lenzi
- 1961 : Les Guérilleros (I Briganti italiani) de Mario Camerini
- 1963 : Maciste contre Zorro (Zorro contro Maciste) d'Umberto Lenzi
- 1963 : L'Invincible Cavalier noir (L'invincibile cavaliere mascherato) de Umberto Lenzi
- 1963 : Goliath et le Cavalier masqué  (Golia e il cavaliere mascherato) de Piero Pierotti
- 1965 : Goliath à la conquête de Bagdad (Golia alla conquista di Bagdad ) de Domenico Paolella
- 1966 : Zorro le rebelle (Zorro il ribelle) de Piero Pierotti
- 1969 : Zorro au service de la reine (Zorro alla corte d'Inghilterra) de Franco Montemurro
- 1969 : Zorro, marquis de Navarre (Zorro marchese di Navarra ) de Franco Montemurro
- 1970 :  I due maghi del pallone de Mariano Laurenti